# Karelia Tobacco
Die Karelia Tobacco Company (griechisch Καπνοβιομηχανία Καρέλια) ist die älteste Tabakfabrik Griechenlands. Sie wurde als Familienunternehmen im Jahre 1888 in Kalamata auf der Halbinsel Peloponnes von den beiden Brüdern George und Stathis Karelias gegründet und wird heute von Victoria Karelia geleitet. Die Aktien werden an der Athener Börse gehandelt.
Heute ist Karelia Tobacco das führende Tabakunternehmen des Landes. Die Zigaretten in der typischen, meist quadratischen Klappschachtel, werden in 65 Länder exportiert. Die insgesamt 481 Angestellten produzierten 2014 rund 15 Mrd. Zigaretten an einer ultramodernen Produktionsstraße. Das Unternehmen gilt als einer der beliebtesten Arbeitgeber des Landes.

## Hauptmarken
- George Karelias and Sons
- Karelia Filtro
- Karelia Slims
- Omé Superslims
- Karelia Family
- American Legend
- Leader
- Karelia Royal
- Wellington
- Traditional Brands[7]